# ブーバ/キキ効果
ブーバ/キキ効果（ブーバ キキこうか、Bouba/kiki effect）とは心理学で、言語音と図形の視覚的印象との連想について一般的に見られる関係をいう。心理学者ヴォルフガング・ケーラーが1929年に初めて報告し、命名はV.S.ラマチャンドランによる。

## 概要

テストに使われる図形の例。この図を被験者に示して、どちらがブーバで、どちらがキキかを聞くと、大多数の人間が「左の図形がキキで、右の図形がブーバだ」と答える。

それぞれ丸い曲線とギザギザの直線とからなる2つの図形を被験者に見せる。どちらか一方の名がブーバで、他方の名がキキであるといい、どちらがどの名だと思うかを聞く。すると、98%ほどの大多数の人は「曲線図形がブーバで、ギザギザ図形がキキだ」と答える。しかもこの結果は被験者の母語にはほとんど関係がなく、また大人と幼児でもほとんど変わらないとされる。このブーバ／キキの対比は一般には、「円唇母音または唇音／非円唇母音または非唇音」と捉えられる。
どのような音からどのような概念を連想するか（音象徴）に関しては、文化・言語の枠を超えた法則はないとされている。しかしこの効果は、少なくとも図形の印象に関してはある程度、そのような関係があることを示している。「フワフワ」「ギザギザ」という擬態語も基本的にはこの関係に基づいていると考えられる。
なお、大脳皮質角回に損傷のある人や自閉症の人では、上のような顕著な結果は得られず、ラマチャンドランらは、これらの人が不得意とする隠喩の解釈と関係があるのではないかと考えている。